# Winkel (Gifhorn)
Winkel ist ein Ortsteil der Stadt Gifhorn im niedersächsischen Landkreis Gifhorn. Er liegt im Südwesten der Stadt und ist von größeren Wald- und Heideflächen der Fahlen Heide und Gifhorner Heide umgeben.

## Geographie
Im Übergangsbereich zwischen Harz und Heide erstreckt sich im Südwesten von Gifhorn das Gebiet des Ortsteils Winkel. Die Landschaft wird weitgehend durch das Naturschutzgebiet Fahle Heide, Gifhorner Heide bestimmt. Bei Winkel mündet die Hehlenriede in den Allerkanal. An der B 4 liegt der Waldsee.

### Nachbargemeinden
Benachbarte Ortsteile bzw. Gemeinden  sind die Kernstadt Gifhorn im Osten, Neubokel im Norden, Ribbesbüttel und Vollbüttel im Süden sowie Leiferde im Westen. Nächstgelegene größere Städte sind Wolfsburg, Braunschweig und Celle. Winkel grenzt im Uhrzeigersinn an die Feldmarken folgender Ortschaften: Westlich und nördlich Leiferde, östlich Gifhorn sowie südlich Ribbesbüttel und Vollbüttel.

## Geschichte
Die Ortschaft Winkel soll nach der Bezeichnung Fuchswinkel benannt worden sein, die in früherer Zeit für abgelegene, einsame Orte verwendet wurde. Deshalb ist im Wappen von Winkel ein Fuchskopf dargestellt.
Der Heide-Dichter Hermann Löns hielt sich ab 1904 gelegentlich für Naturbeobachtungen und Jagdzwecke in Winkel auf. Er verfasste Literatur, die im Ort und der Umgebung spielt. In seiner Erzählung Haidbilder (von 1913), Kapitel Das taube Tal, erwähnt Löns den Ort Winkel. Dabei erzählt er eine Geschichte aus dem Dreißigjährigen Krieg, die sich in einem Tal in der Nähe abgespielt haben soll. In Winkel gibt es ein Löns-Denkmal und einen „Arbeitskreis der Hermann-Löns-Freunde im Landkreis Gifhorn“ mit Sitz in Brome. Löns wohnte bei seinen Aufenthalten in einer Gaststätte in Winkel, die der Besitzer ihm zu Ehren 1924 als „Löns-Krug“ benannte. Sie bestand unter dem Namen bis 2017.
Winkel ist ein Stadtteil, der im Zuge der niedersächsischen Gebietsreform am 1. März 1974 zusammen mit den ehemals selbständigen Gemeinden Kästorf, Gamsen, Wilsche und Neubokel in die Stadt Gifhorn eingemeindet wurde.

## Politik
Der Ortsrat besteht aus fünf Personen mit einem Ortsbürgermeister an der Spitze. Dieses Gremium beschließt und ist zu wichtigen, die Ortschaft betreffenden Angelegenheiten zu hören. Die endgültige Entscheidung über eine Maßnahme obliegt jedoch dem Rat der Stadt.
Bei der Kommunalwahl 2021 ergab sich folgende Sitzverteilung:
| Ortsrat 2021Insgesamt 5 Sitze - SPD: 1 - Grüne: 1 - ULG: 1 - CDU: 2 |

## Kultur und Sehenswürdigkeiten

### Bauwerke

#### Denkmäler

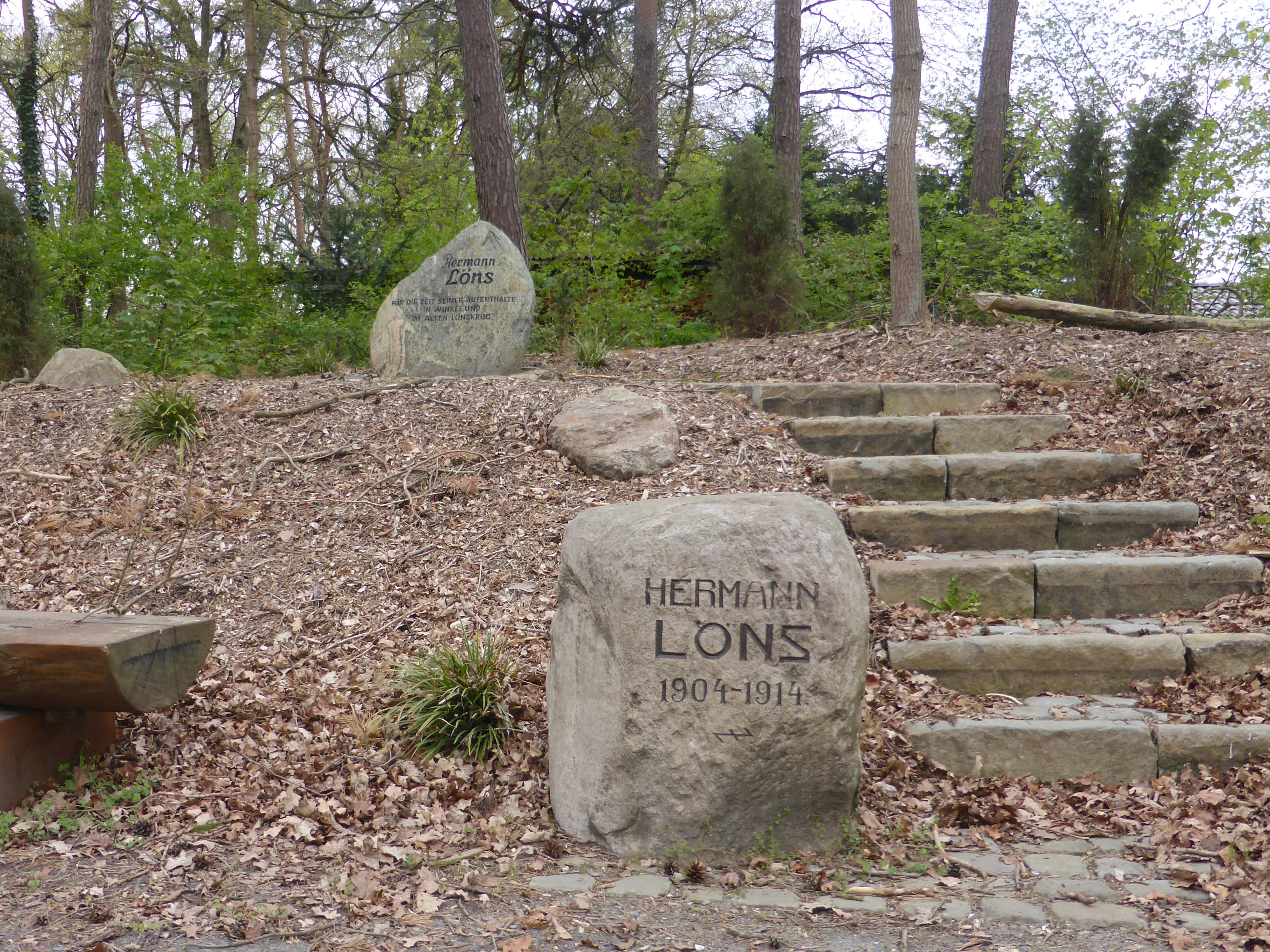
Hermann-Löns-Denkmal (2022)

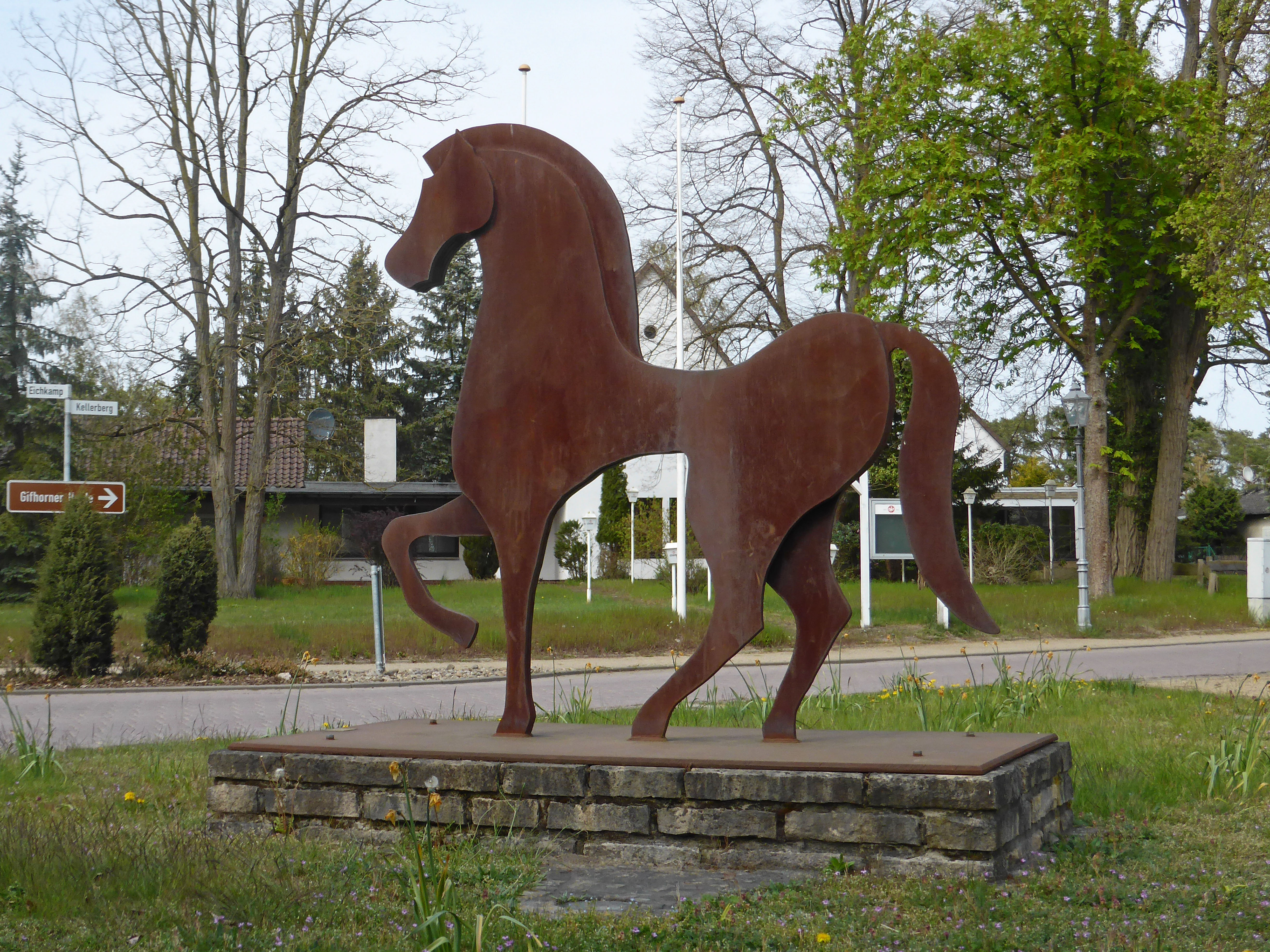
Pferde-Denkmal

Das Löns-Denkmal wurde 1924 in Winkel errichtet und 2019 an seinen heutigen Platz gegenüber der ehemaligen Gaststätte Lönskrug umgesetzt. Die Jahresangaben 1904 und 1914 erinnern an den Beginn seiner Besuche in Winkel im Jahre 1904 und seinen Tod im Jahre 1914. Das Zeichen der Wolfsangel, das sich auf dem Gedenkstein von 1924 befindet, setzte Hermann Löns häufig unter seine Unterschrift.
Das Pferde-Denkmal steht seit 2011 in Winkel, es wurde vom ortsansässigen Künstler Armin Saak als Stahlskulptur geschaffen.

### Regelmäßige Veranstaltungen
Das jährliche Schützenfest findet im Juni statt, es wird von der Schützengesellschaft Winkel e. V. veranstaltet.